# The Horned God of the Witches
The Horned God of the Witches è una raccolta dei Death SS pubblicata nel 2004.

## Descrizione
Pubblicato come doppio vinile in due versioni, nera e rossa, contiene registrazioni dell'originaria formazione del gruppo, collocata cronologicamente tra il 1977 e il 1982 e ricreatasi per un breve periodo negli anni novanta. Il titolo della raccolta è ripreso dal demo The Horned of the Witches, precedentemente pubblicato dal gruppo nel 1981 e la copertina, in riferimento al titolo, raffigura Baphomet.
Anche qui, come in The Story of Death SS 1977-1984, la qualità di registrazione di tali brani è in alcuni casi molto scadente, ma si tratta di un ulteriore documento importante per conoscere la storia della band che ha dato vita al cosiddetto horror metal.

## Tracce
1. Terror - 7:22
2. Zombie - 5:47
3. Black Mummy - 5:10
4. Horrible Eyes - 6:25
5. Cursed Mama - 5:14
6. The Hanged Ballad - 6:16
7. Murder Angels - 3:31
8. The Night of the Witch - 3:37
9. Profanation - 4:39
10. Spiritualist Seance - 4:52
11. Black & Violet - 4:50 (Live)
12. Chains of Death - 6:47 (Live)
13. Buried Alive - 2:34
14. Agreement with the Devil - 5:04

## Formazione
- Steve Sylvester - voce
- Paul Chain - chitarra, organo, voce
- Claud Galley - chitarra
- Danny Hughes - basso
- Tommy Chaste - batteria